# Władimir Tyszewicz
Władimir Aleksandrowicz Tyszewicz (ros. Владимир Александрович Тышевич, biał. Уладзімір Аляксандравіч Тышэвіч, Uładzimir Alaksandrawicz Tyszewicz, ur. 27 maja 1923 w Witebsku, zm. 18 września 1980 tamże) – radziecki lotnik wojskowy, pułkownik, Bohater Związku Radzieckiego (1946).

## Życiorys
Urodził się w białoruskiej rodzinie robotniczej. Skończył 10 klas szkoły średniej i aeroklub, w 1940 został powołany do Armii Czerwonej, w 1942 ukończył wojskową lotniczą szkołę pilotów w Omsku. Od 1943 należał do WKP(b), od lipca 1943 uczestniczył w wojnie z Niemcami, m.in. w bitwie pod Kurskiem. Później walczył w bitwie o Dniepr, brał udział w walkach na kierunku bobrujsko-warszawskim, w operacji wiślańsko-odrzańskiej i berlińskiej jako zastępca dowódcy eskadry 79 pułku lotnictwa szturmowego gwardii 2 Dywizji Lotnictwa Szturmowego Gwardii 16 Armii Powietrznej 1 Frontu Białoruskiego w stopniu starszego porucznika. Wykonał ponad 150 lotów bojowych samolotem Ił-2, niszcząc wiele sprzętu i techniki wroga. W 1951 ukończył Akademię Wojskowo-Powietrzną, później pełnił funkcję zastępcy dowódcy korpusu, w 1961 został zwolniony do rezerwy w stopniu pułkownika.

## Odznaczenia
- Złota Gwiazda Bohatera Związku Radzieckiego (15 maja 1946)
- Order Lenina
- Order Czerwonego Sztandaru (czterokrotnie)
- Order Wojny Ojczyźnianej I klasy
- Order Czerwonej Gwiazdy (dwukrotnie)

I medale.